# Xiaomi Smart Band 8
Xiaomi Smart Band 8はXiaomiから発売されたスマートバンド。
このページでは後継機種の8Active、8Proについても紹介する。

## 概要
Xiaomiから2023年9月27日に発売された。
円の半分のところに長方形を入れたような形状。価格は5990円。前作との変更点は以下の通り。
- 輝度が最大600nitに。
- 環境光センサー搭載で自動輝度調整機能搭載。

バンドと本体の接続部にクイックリリース機構を採用。

## 後継機種

### XiaomiSmartBand8Active
SmartBand8の廉価グレード。価格は3480円。SmartBand8は有機EL液晶なのに対して8ActiveはTFT液晶。画面サイズはSmartBand8より少し小さい1.47インチ。SmartBand8とは違い長方形の画面形状。

### XiaomiSmartBand8Pro
SmartBand8の上位モデル。価格は8980円。画面サイズは1.74インチ。こちらもSmartBandActiveと同じく、長方形の画面形状。